# ドラエモン
もしかして
- ドラえもん

ではありませんか？